# Сагдиев, Махтай Рамазанович
Махтай Рамазанович Сагдиев (каз. Мақтай Рамазанұлы Сағдиев; 12 мая 1928, а. Ундурус, Ленинский район, Акмолинский округ, Казакская АССР, РСФСР, СССР — 25 августа 2012, Алма-Ата, Казахстан) — советский казахский партийный и государственный деятель. Председатель Президиума Верховного Совета Казахской ССР (1989—1990).

## Биография
Родился 12 мая 1928 (по другим данным 1929) в ауле Ундурус Ленинского района Акмолинского округа Казакской АССР РСФСР. Происходит из рода атыгай племени аргын.
Трудовую биографию начал в 14-летнем возрасте учетчиком тракторно-полеводческой бригады родного колхоза. В 1950 г. окончил Семипалатинский педагогический институт, работал учителем истории в Караагашской средней школы и вскоре становится её директором.
- 1962—1966 гг. — директор отстающего совхоза «Афанасьевский», который через 2 года после назначения выводит в передовые,
- 1966—1980 гг. — первый секретарь Соколовского райкома, Джамбульского райкома КПСС,
- 1971—1980 гг. — первый заместитель председателя Тургайского и Кустанайского облисполкомов. Способствовал значительному подъёму сельскохозяйственного производства в этом регионе, укреплению его материально-технической базы, благоустройству и электрификации населенных пунктов, расширению сети автомобильных дорог и средств связи. В центре области, городе Аркалыке, были открыты педагогический институт и несколько техникумов, Дом культуры и драматический театр, краеведческий музей, построены современные больничные комплексы, возникли предприятия по переработке сельхозпродуктов и ремонту техники.
- 1980—1983 гг. — министр рыбного хозяйства Казахской ССР,
- 1983—1985 гг. — председатель Кустанайского облисполкома.
- 1985—1989 гг. — первый секретарь Кокчетавского обкома Компартии Казахстана,
- 1989—1990 гг. — председатель Президиума Верховного Совета Казахской ССР,
- 1989—1991 гг. — народный депутат СССР.

Член Центральной ревизионной комиссии КПСС (1986—1990).
Работал советником Президента Казахстана, избирался членом ЦК Компартии Казахстана, депутатом Верховного Совета Казахской ССР, Мажилиса Парламента.
С 1991 г. — председатель Совет ветеранов Республики Казахстан, также являлся членом Совета Ассамблеи народа Казахстана, заместителем председателя Государственной комиссии при Президенте по вопросам борьбы с коррупцией и соблюдения служебной этики государственными служащими, членом Национального совета при Президенте страны.
Скончался 25 августа 2012 года, похоронен на Кенсайском кладбище.

## Награды и звания
- орден Ленина
- орден Октябрьской Революции
- орден Трудового Красного Знамени
- орден Трудового Красного Знамени
- орден Трудового Красного Знамени
- Орден «Қазақстан Республикасының Тұңғыш Президенті Нұрсұлтан Назарбаев» (2006)[2]
- Орден «Парасат»
- Почётная грамота Республики Казахстан (2001)[3]